# Edita Hanzelová-Katzová
Edita Hanzelová-Katzová, rozená Katzová, krycí jméno Elena Kováčová (29. srpna 1920, Nové Zámky nebo Trnava–26. září 1944, Trenčianske Jastrabie) byla slovenská komunistická partyzánka židovského původu, účastnice domácího druhého československého odboje a Slovenského národního povstání.

## Život
Narodila se v obchodnické rodině v Nových Zámcích. Její otec údajně zbankrotoval v důsledku velké hospodářské krize a emigroval za prací. Po absolvování obecné školy (1926–1931) studovala na gymnáziích v Trnavě a v Bratislavě (1931–1939). Během středoškolského studia se stala členkou Komunistického svazu mládeže Československa (1935) a Svazu slovenské mládeže (1936) a v roce 1937 vstoupila do Komunistické strany Československa (KSČ). Po rozpuštění KSČ a vzniku Slovenského štátu se angažovala ve strukturách ilegální Komunistické strany Slovenska (KSS).
Po maturitě v létě 1939 jí jako Židovce nebylo umožněno pokračovat ve studiu na vysoké škole. Bezpečnostní orgány už v této době věděly o jejím zapojení v bratislavské buňce ilegální KSS, kde působila jako instruktorka skupiny I. obvodu. Pracovala jako dělnice v zahradnictví, následně jako služka a později jako pomocná síla v nemocnici. 24. září 1941 ji zatkli příslušníci Ústředny státní bezpečnosti za vyvíjení protizákonné komunistické činnosti. Po roce stráveném ve vyšetřovací vazbě byla Krajským soudem v Bratislavě odsouzená na tři roky odnětí svobody. Internovaná byla v Bratislavě a po odpykání trestu byla 2. září 1943 převezená do pracovního tábora pro Židy v Novákách, kde navázala spojení s dalšími členy ilegální KSS a počátkem roku 1944 s jejich pomocí odtud uprchla. S novými doklady na jméno Elena Kováčová získala zaměstnání v oděvní společnosti Nehera v Trenčíně. Zapojila se do fungování místní buňky KSS, a to hlavně pomocí při zhotovování falešných dokladů. Spolupracovala i při přípravě Slovenského národního povstání (SNP) v regionu.
27. srpna 1944 z Trenčína odešla v reakci na zprávy, že partyzáni se chystají obsadit Bánovce nad Bebravou. Po příchodu do Bánovců ji tamější okresní výbor KSS pověřil vedením místní pošty. Tuto funkci vykonávala do vytlačení povstaleckých jednotek z města 13. září 1944. Hanzelová byla následně jmenovaná politickou komisařkou 3. roty partyzánského svazku Jan Žižka, která se utvořila 15. září v pohoří Považský Inovec. 26. září padla v boji u Trenčianského Jastrabí.

## Soukromý život
Jejím manželem byl Viliam Hanzel (* 1920), který též působil v ilegální KSS, i jako komisař 3. roty partyzánského svazku Jan Žižka.

## Památka
V roce 1945 byla vyznamenána Řádem Slovenského národního povstání 1. třídy in memoriam. Na budově společnosti Nehera, kde pracovala (později Oděvní závody v Trenčíně), jí byla osazena pamětní deska. Básnířka Štefánia Pártošová o ní složila báseň „Edita“.